# Лука Антонеллі
Лука Антонеллі (італ. Luca Antonelli; нар. 11 лютого 1987, Монца) — італійський футболіст, лівий захисник клубу «Емполі». Грав за національну збірну Італії.
Син гравця «Мілана» кінця 1970-х та початку 1980-х Роберто Антонеллі.

## Клубна кар'єра
Народився 11 лютого 1987 року в місті Монца. Вихованець юнацької команди місцевої «Монци», а з 2004 року — юнацької команди «Мілана».
В сезоні 2006/07 почав залучатися до складу головної команди «Мілана», провівши за неї одну гру чемпіонату та дві — у розіграші Кубка країни.
Другу половину 2007 року провів в оренді у друголіговому «Барі», після чого його орендував представник Серії A «Парма», яка згодом викупила права на молодого захисника.
У січні 2011 року новим клубом Антонеллі стала «Дженоа», яка сплатила за гравця 7 мільйонів євро. В новому клубі Антонеллі спочатку був резервістом Доменіко Крішито, а після продажу останнього до «Зеніта» поступово став основним гравцем на лівому фланзі захисту генуезців.
У лютому 2015 року повернувся до «Мілана», уклавши з клубом, в якому починав кар'єру, контракт на три з половиною роки. Півтора року був одним з гравців основного складу команди, а ще два роки використовувався як гравець ротації.
Після завершення контракту з «Міланом» влітку 2018 року став гравцем «Емполі». У цій команді в сезоні 2018/19 провів лише 13 матчів і не зміг допомогти команді зберегти місце у Серії A.

## Виступи за збірні
2005 року провів одну гру в складі юнацької збірної Італії. 2007 року залучався до складу молодіжної збірної Італії. На молодіжному рівні зіграв в одному офіційному матчі, відзначившись забитим голом.
3 вересня 2010 року дебютував в офіційних матчах у складі національної збірної Італії у грі відбору до Євро-2012 проти збірної Естонії. До кінця 2016 року провів у формі головної команди країни 13 матчів.
| Дата       | Місто     | Господарі | Результат | Гості             | Турнір            | Голи | Примітки |
| ---------- | --------- | --------- | --------- | ----------------- | ----------------- | ---- | -------- |
| 03-09-2010 | Таллінн   | Естонія   | 1 – 2     | Італія            | Відбір до ЧЄ 2012 | -    | 80'      |
| 07-09-2010 | Флоренція | Італія    | 5 – 0     | Фарерські острови | Відбір до ЧЄ 2012 | -    |          |
| 21-03-2013 | Женева    | Італія    | 2 – 2     | Бразилія          | товариський матч  | -    | 74'      |
| 31-05-2013 | Болонья   | Італія    | 4 – 0     | Сан-Марино        | товариський матч  | -    | 45'      |
| 14-08-2013 | Рим       | Італія    | 1 – 2     | Аргентина         | товариський матч  | -    |          |
| 06-09-2013 | Палермо   | Італія    | 1 – 0     | Болгарія          | Відбір до ЧС 2014 | -    | 62'      |
| 18-11-2014 | Генуя     | Італія    | 1 – 0     | Албанія           | товариський матч  | -    |          |
| 28-03-2015 | Софія     | Болгарія  | 2 – 2     | Італія            | Відбір до ЧЄ 2016 | -    | 77'      |
| 31-03-2015 | Турин     | Італія    | 1 – 1     | Англія            | товариський матч  | -    | 73'      |
| 13-11-2015 | Брюссель  | Бельгія   | 3 – 1     | Італія            | товариський матч  | -    | 89' 90'  |
| 24-3-2016  | Удіне     | Італія    | 1 – 1     | Іспанія           | товариський матч  | -    | 79'      |
| 29-3-2016  | Мюнхен    | Німеччина | 4 – 1     | Італія            | товариський матч  | -    | 78'      |
| 5-9-2016   | Хайфа     | Ізраїль   | 1 – 3     | Італія            | Відбір до ЧС 2018 | -    |          |
| Усього     |           | Матчів    | 13        |                   | Голів             | 0    |          |

## Титули і досягнення
- Переможець Ліги чемпіонів (1):

«Мілан»: 2005-06
- Володар Суперкубка Італії з футболу (1):

«Мілан»: 2016